# Tim McCoy
Tim McCoy, diminutivo di Timothy John Fitzgerald McCoy (Saginaw, 10 aprile 1891 – Ft. Huachuca, 29 gennaio 1978), è stato un generale e attore statunitense.
Generale di brigata a soli 28 anni (il più giovane della storia USA), intraprese nel 1925 una carriera cinematografica che lo avrebbe portato a diventare una delle presenze più popolari del cinema western degli anni trenta.

## Biografia
Figlio di un irlandese che aveva preso parte come soldato alla guerra civile americana nei ranghi dell'Unione e che in seguito diventò capo della polizia di Saginaw, Timothy John Fitzgerald McCoy, chiamato familiarmente Tim, diventò una star del cinema, famoso soprattutto per i suoi ruoli western.
Era talmente popolare che la sua immagine apparve sulle etichette delle scatole della Wheaties, una nota marca di cereali che utilizzava - e utilizza ancora al giorno d'oggi - foto di atleti famosi con lo slogan The Breakfast of Champions, ovvero la colazione dei campioni (per fare alcuni esempi, nel 1959 venne usata l'immagine di Esther Williams, nel 1984 e nel 2004 quella di Carl Lewis, nel 1988 quella di Michael Jordan, nel 2010 quella della sciatrice Lindsey Vonn).
Esperto nel linguaggio dei segni indiano, venne chiamato High Eagle dalla tribù degli Arapaho della riserva Wind River.

### Primi anni
A Chicago, Tim frequentò il St. Ignatius College. Dopo aver assistito a uno spettacolo sul selvaggio West, lasciò gli studi, trovando lavoro in un ranch nel Wyoming. Lì, imparò a cavalcare, diventando un esperto cavaliere. Ebbe molti contatti con le tribù indiane della zona, contatti che lo portarono a sviluppare la conoscenza della natura e del linguaggio dei nativi. Campione di rodeo, allo scoppio della prima guerra mondiale, si arruolò nell'esercito degli Stati Uniti.

### Carriera militare
McCoy venne decorato durante la prima guerra mondiale e di nuovo nella seconda in Europa, salendo al grado di colonnello con l'Army Air Corps e l'Army Air Forces. Ha servito lo Stato del Wyoming come aiutante generale tra le due guerre con il grado di generale di brigata. A 28 anni, era noto per essere il più giovane generale di brigata nella storia dell'Esercito degli Stati Uniti.

## Filmografia
- The Thundering Herd, regia di William K. Howard (1925)
- War Paint, regia di W. S. Van Dyke (1926)
- Winners of the Wilderness, regia di W. S. Van Dyke (1927)
- California, regia di W.S. Van Dyke (1927)
- The Frontiersman, regia di Reginald Barker (1927)
- Foreign Devils, regia di W.S. Van Dyke (1927)
- Spoilers of the West, regia di W.S. Van Dyke (1927)
- Il bandito solitario (The Law of the Range), regia di William Nigh (1928)
- Wyoming, regia di W.S. Van Dyke (1928)
- Riders of the Dark, regia di Nick Grinde (1928)
- The Adventurer, regia di Viktor Tourjansky e, non accreditato, W.S. Van Dyke (1928)
- Maschera nera, cavallo bianco (Beyond the Sierras), regia di Nick Grinde (1928)
- Malandrino galante (The Bushranger), regia di Chester Withey (1928)
- Amore e guerra (Morgan's Last Raid), regia di Nick Grinde (1929)
- The Overland Telegraph, regia di John Waters (1929)
- Il supplizio del fuoco (Sioux Blood), regista di John Waters (1929)
- Il cavalcatore del deserto (The Desert Rider), regia di Nick Grinde (1929)
- The Indians Are Coming, regia di Henry MacRae (1930)
- Heroes of the Flames, regia di Robert F. Hill (1931)
- Texas Cyclone, regia di D. Ross Lederman (1932)
- Two-Fisted Law, regia di D. Ross Lederman (1932)
- Daring Danger, regia di D. Ross Lederman (1932)
- The Outlaw Deputy, regia di Otto Brower (1935)
- Code of the Rangers, regia di Sam Newfield (1938)